# Tennistoernooi van Nottingham 2023
Het tennistoernooi van Nottingham van 2023 werd van maandag 12 tot en met zondag 18 juni 2023 gespeeld op de grasbanen van het Nottingham Tennis Centre in de Engelse stad Nottingham. De officiële naam van het toernooi was Rothesay Open.
Het toernooi bestond uit twee delen:
- WTA-toernooi van Nottingham 2023, het toernooi voor de vrouwen
- een challenger-toernooi voor de mannen

## Toernooikalender
| Nottingham        | juni 2023 | juni 2023 | juni 2023 | juni 2023 | juni 2023 | juni 2023   | juni 2023    | juni 2023 |
| Nottingham        | maa 12    | din 13    | woe 14    | don 15    | don 15    | vrĳ 16      | zat 17       | zon 18    |
| ----------------- | --------- | --------- | --------- | --------- | --------- | ----------- | ------------ | --------- |
| vrouwenenkelspel  | 1e ronde  | 1e ronde  | 2e ronde  | 2e ronde  | 2e ronde  | kwartfinale | halve finale | finale    |
| vrouwendubbelspel |           | 1e ronde  | 1e ronde  | 1e ronde  | 2e ronde  | 2e ronde    | halve finale | finale    |

ATP-toernooi van Nottingham – WTA-toernooi van Nottingham

2015 · 2016 · 2017 · 2018 · 2019 · 2020 · 2021 · 2022 · 2023 · 2024